# HARUMI FLAG
座標: 北緯35度39分01秒 東経139度46分28秒 / 北緯35.650361度 東経139.774519度
HARUMI FLAG（はるみフラッグ、晴海フラッグ）は、東京都中央区晴海で行われている2020年東京オリンピック・パラリンピック選手村跡地における大規模まちづくり事業のタウンネームである。約18ヘクタールの土地に、5,632戸の分譲住宅・賃貸住宅（マンション）と商業施設を含めた24棟の建設が進められている。
オリンピックとパラリンピックは新型コロナ禍で一年遅れの2021年（令和3年）に開催され、跡地に建設されたマンションへの入居は2024年（令和6年）1月19日に開始された。同年4月には区立の小中学校が開校され、2025年（令和7年）には約1万2000人が暮らすようになると予測されている。

## 概要
2007年（平成19年）9月に閣議で了承された2016年東京オリンピック招致では、当地（東京国際見本市会場跡地）には、オリンピックメインスタジアムの整備が計画された。しかし、落選して同年のオリンピックはブラジルのリオデジャネイロで開かれることになった。日本は2020年のオリンピック招致を目指すことになり、計画は練り直され、当地は選手村の整備予定地に変更。2013年（平成25年）9月、2020年東京オリンピック・パラリンピック（東京2020大会）の開催が決定した。
これを受け、都は東京2020大会の選手村整備と、大会後のレガシーとなるまちづくりを進めるべく、2015年（平成27年）3月、晴海五丁目西地区第一種市街地再開発事業に着手。道路等基盤整備を東京都都市整備局が行い、住宅・商業施設整備は、施行者の都に代わって民間資金で建物を建設する特定建築者制度が適用され、三井不動産レジデンシャルをはじめとした11社の民間事業者が行うことになり、2017年（平成29年）に着工し、2019年（令和元年）12月に選手村として完成した。
東京2020大会で建物は選手村施設に活用され、高層階は選手の宿泊施設、低層階は各国のNOC/NPCがオフィスとして利用を計画。大会後に内装工事を施し、2023年（令和5年）3月から入居が始まる予定だった。しかし、新型コロナウイルス感染症（COVID-19）の世界的流行によって、開催は2021年（令和3年）7月 - 9月に延期となった。これに伴って入居等のスケジュールも1年間の順延が生じた。
全棟が完成すると総戸数5,632戸（うち分譲4,145戸）、約1万2000人の暮らす街となり、分譲マンションとしては国内最大の住戸数になる。940戸の販売を終えた後に開催延期で休止となった販売は、2021年11月に再開された。入居は2024年（令和6年）3月下旬以降となる見込みである。
総工費は約540億円（特定建築者の整備費を除く）。

## 街区概要

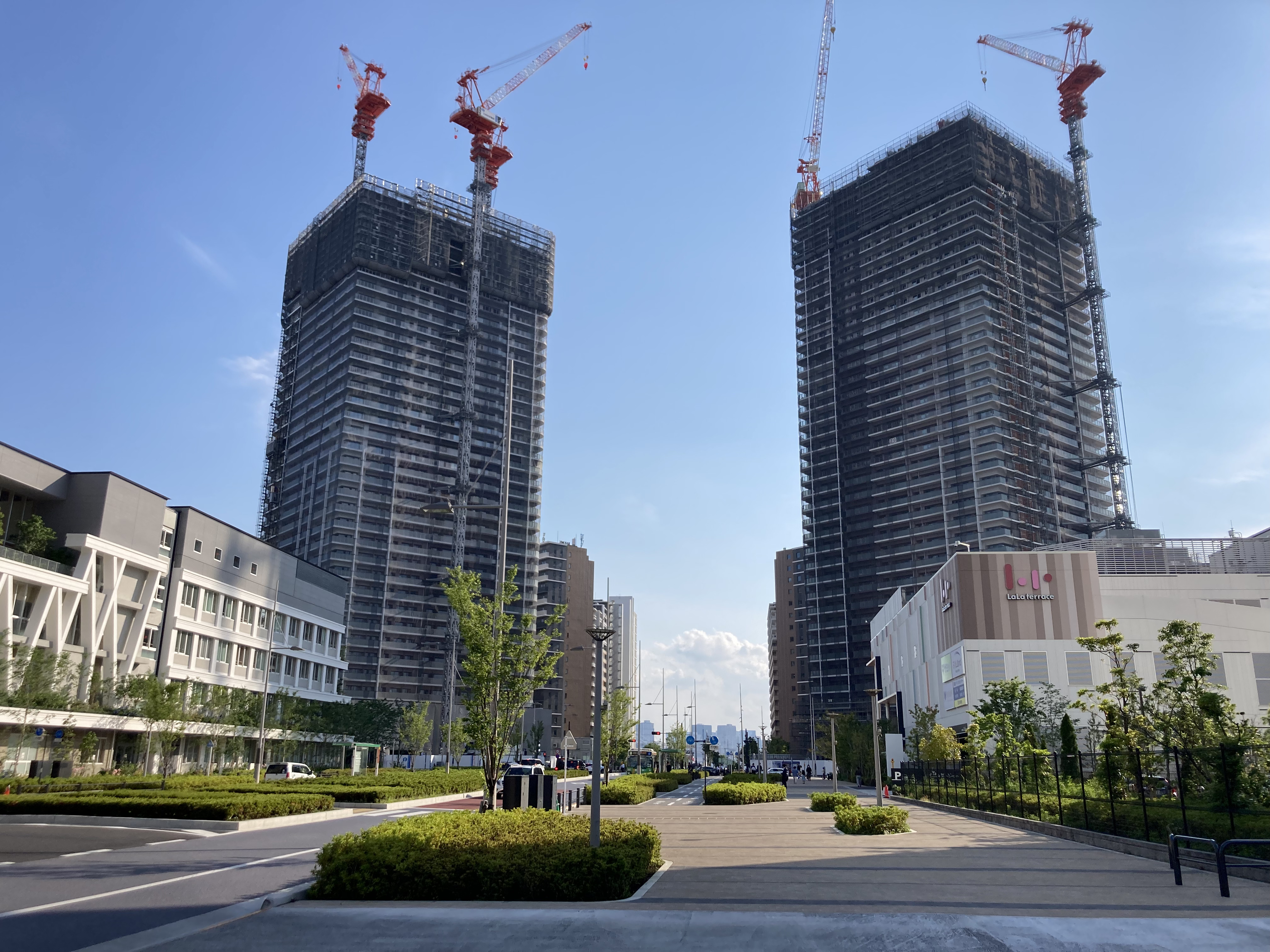
SUN VILLAGEとPARK VILLAGEの街区。左手が晴海西小中学校、右手が商業施設「ららテラス HARUMI FLAG」。

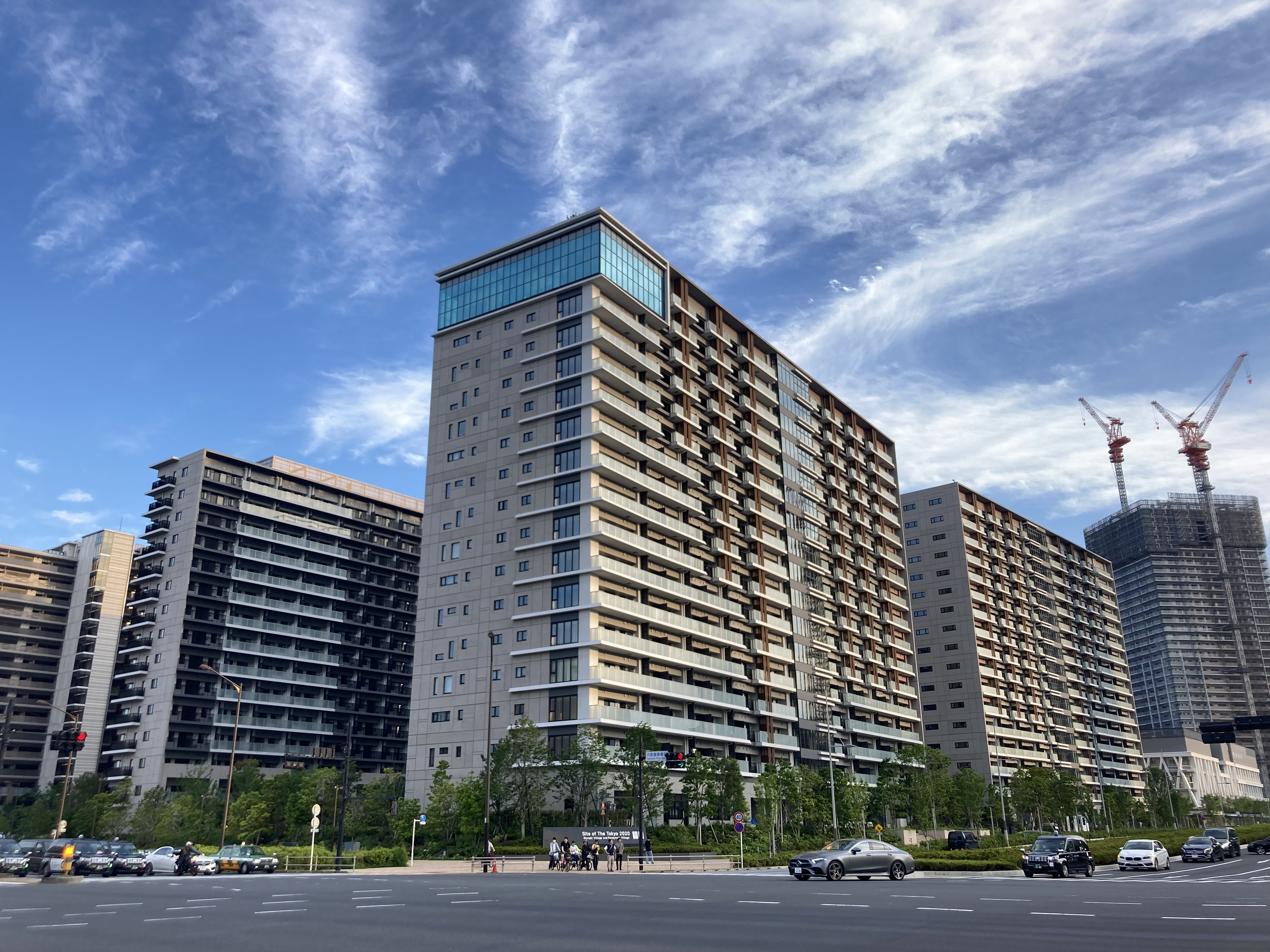
PORT VILLAGE 街区。

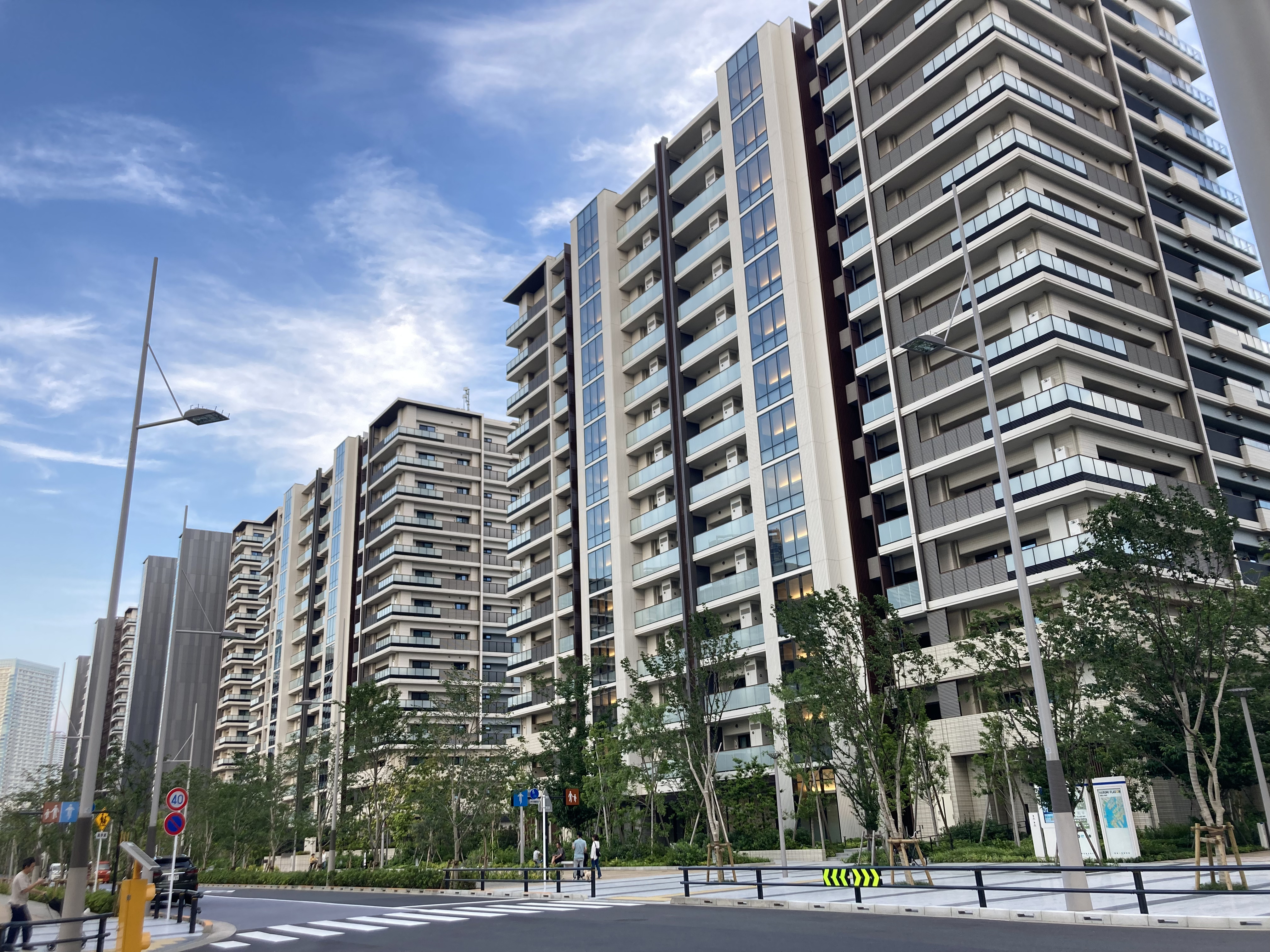
SEA VILLAGE 街区。

街区全体は、光井純アンドアソシエーツ建築設計事務所がマスターアーキテクトとして統括した。特定建築者は不動産大手11社（三井不動産レジデンシャル、三井不動産、三菱地所レジデンス、野村不動産、住友不動産、住友商事、東急不動産、東京建物、NTT都市開発、日鉄興和不動産（旧・新日鉄興和不動産）、大和ハウス工業）にのぼり、一つのマンション開発では国内最多の事業者数となった。
特定建築者と参加デザイナー全員で参加するブロック毎のデザインビューを、2年半にわたって合計40回近く行い、最後はすべてのブロックについて外観のモックアップを作成して検討。開発エリアの中央を走る「シンボルロード」を軸にダイナミックシンメトリー（非対称性シンメトリー）をベースにした躍動感のあるボリューム構成を図り、外観のデザインと外部空間デザインはこのダイナミックシンメトリーをさらに強化しながら計画された。またランドスケープデザインも建築デザインと一体的にデザインされている。
街区内には約3,900本を植樹。駐車場はすべて地下に整備され、空地率50％を実現した。また次世代エネルギー活用を目的に水素ステーションの整備なども行われた。

### PORT VILLAGE（3街区）
中央東側の賃貸住宅の区画。 4棟、1,487戸。15階建て2棟、17階建て2棟。

### SEA VILLAGE（4街区）
晴海運河に面する一番南側の街区。5棟、686戸。18階建て3棟、14階建て2棟。

### SUN VILLAGE（5街区）
北側の街区。タワー棟含め7棟、1,822戸。50階建て1棟、18階建て2棟、16階建て1棟、14階建て3棟。

### PARK VILLAGE（6街区）
中央西側の街区。タワー棟含め7棟、1,637戸。50階建て1棟、18階建て2棟、16階建て1棟、14階建て3棟。

### HARUMI FLAG SKY DUO
2棟から成るタワー棟。タワー棟全体の戸数は1455戸で、部屋の価格は方位や面積、階数で異なる。最上階南西側に位置する3LDKの角部屋は約3億4900万円で販売し、入居開始は2025年10月下旬を予定。

### 7街区
地上3階地下1階建ての総合診療所、カジュアルダイニング（選手食堂）、フィットネスセンターなどが入った選手村マルチファンクションコンプレックスだった建物は、2024年（令和6年）3月1日、三井不動産のライフスタイル型商業施設「三井ショッピングパーク ららテラス HARUMI FLAG」にリノベーションされオープンした。施設内には、1階にスーパーマーケットのサミットを核に晴海エリア最大規模の「食」のフロアを展開。2階には物販・飲食店舗、3階には保育所やフィットネスクラブ、医療モールなどが入る。
このほか、1階には日本オリンピック委員会（JOC）が、三井不動産レジデンシャル協力のもと、オリンピック・ムーブメントの発信拠点「日本オリンピックミュージアム」のサテライトとして「TEAM JAPAN 2020 VILLAGE」を設置する。

### 学校用地
PORT VILLAGEの西側のメインダイニングホール（選手大食堂）跡地には、中央区が晴海西小学校・晴海西中学校を整備し、2024年4月に開校。学校は一つの建物のなかで、エリアを分け、体育館やプール等は共用とする。

### 晴海区民センター
選手村のビレッジプラザは、パラリンピック終了後に解体されたが、跡地に中央区晴海区民センターが建設され、2024年4月1日に開業した。同施設の内装の一部にはビレッジプラザで使われた木材が使われている。認定こども園の晴海こども園や中央区立晴海図書館（同年7月1日に開館）も整備されている。

### 広場空間
同時に整備された晴海緑道公園と選手村の整備のため、2017年（平成29年）10月から休園していた晴海ふ頭公園は再整備され、2022年（令和4年）10月7日から開放された。

## 交通
東京の地下鉄やJR東日本、私鉄、第三セクター鉄道などの駅から離れており、最寄りの都営地下鉄大江戸線勝どき駅も最も遠い棟では約1.5キロメートルある。徒歩で20分以上かかることから、当初それがネックだと見られていた。
そこで都は都営バスに加えてBRT（バス高速輸送システム・東京BRTが運行）を導入。2020年（令和2年）10月から虎ノ門 - 晴海間で運行を開始し、2022年4月からプレ2次運行としてルートを豊洲市場や有明の国際展示場駅、東京テレポート駅（土休日のみ）まで拡大している。東京BRTは、HARUMI FLAG近くを通る環二通りを経由して東京都心方向へ向かう。
またHARUMI FLAGでは都バスやBRTの複合ターミナル（晴海五丁目ターミナル、次述）を設け、コミュニティサイクルやカーシェアとの接続のほか、都心部・臨海地域地下鉄構想による最寄駅の開設も視野に入れている。日立自動車交通が東京駅・有楽町駅などから運行する「晴海ライナー」や中央区コミュニティバス「江戸バス」の晴海地区での巡回エリア拡大も予定されている。

### 晴海五丁目ターミナル
7街区の隣接地（北緯35度39分07秒 東経139度46分24秒 / 北緯35.652度 東経139.773222度）に整備された交通広場で、バスターミナル機能のほかに船着場（晴海五丁目船着場）、駐輪場、コミュニティサイクルポートを備えた「マルチモビリティステーション」に位置付けられている。
バスのりばは1 - 6番の6か所で、このうち東京BRTの停留施設である3 - 6番のりばは連節バス対応の長さで整備されている。また待機スペースも用意され、こちらも一部は連節バスに対応している。
バスのりばの使い分けは以下の通り。停留所名は東京BRTのみ「HARUMI FLAG（晴海五丁目ターミナル）」、それ以外は「晴海五丁目ターミナル」である。

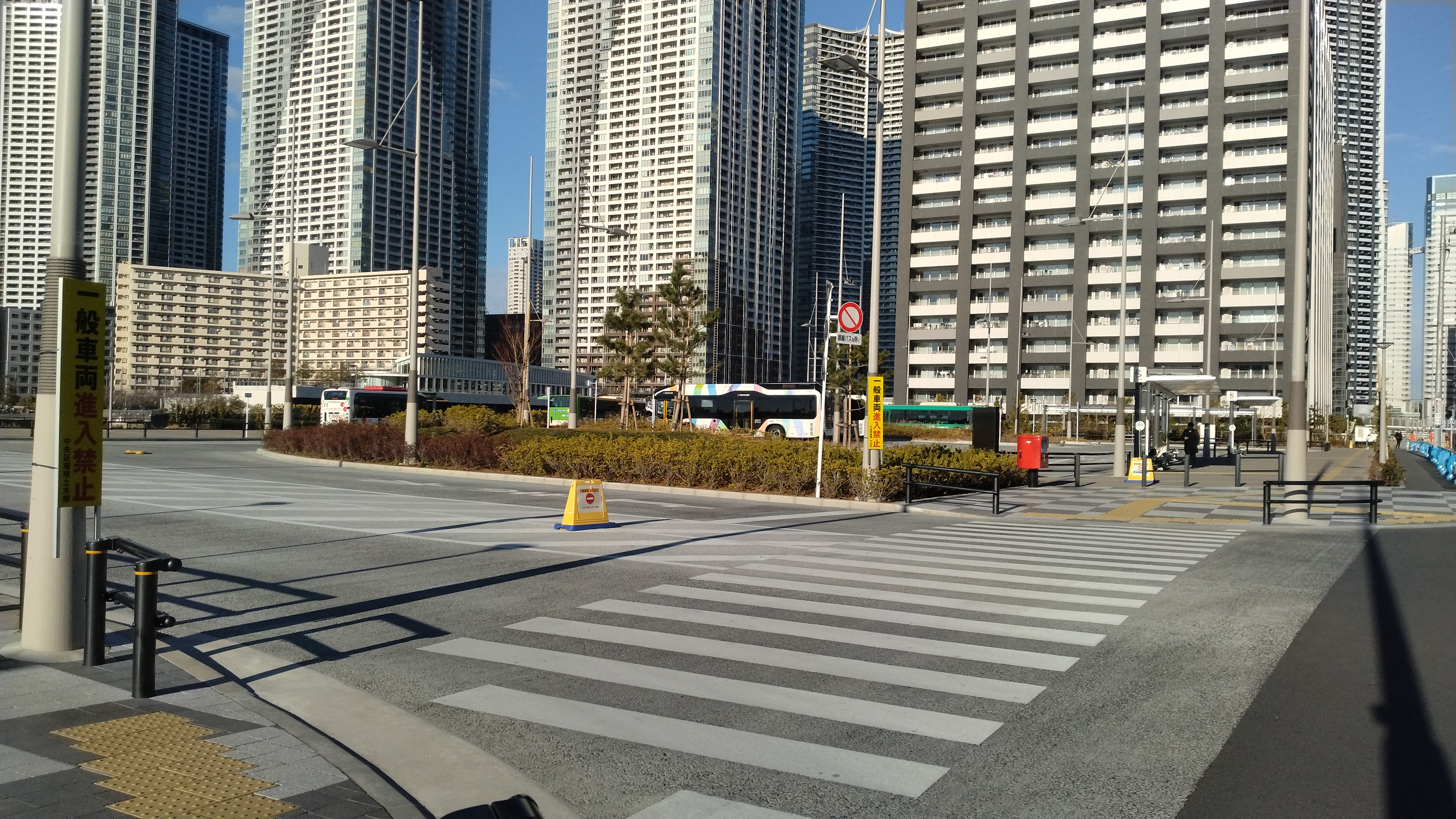
バスターミナル全景
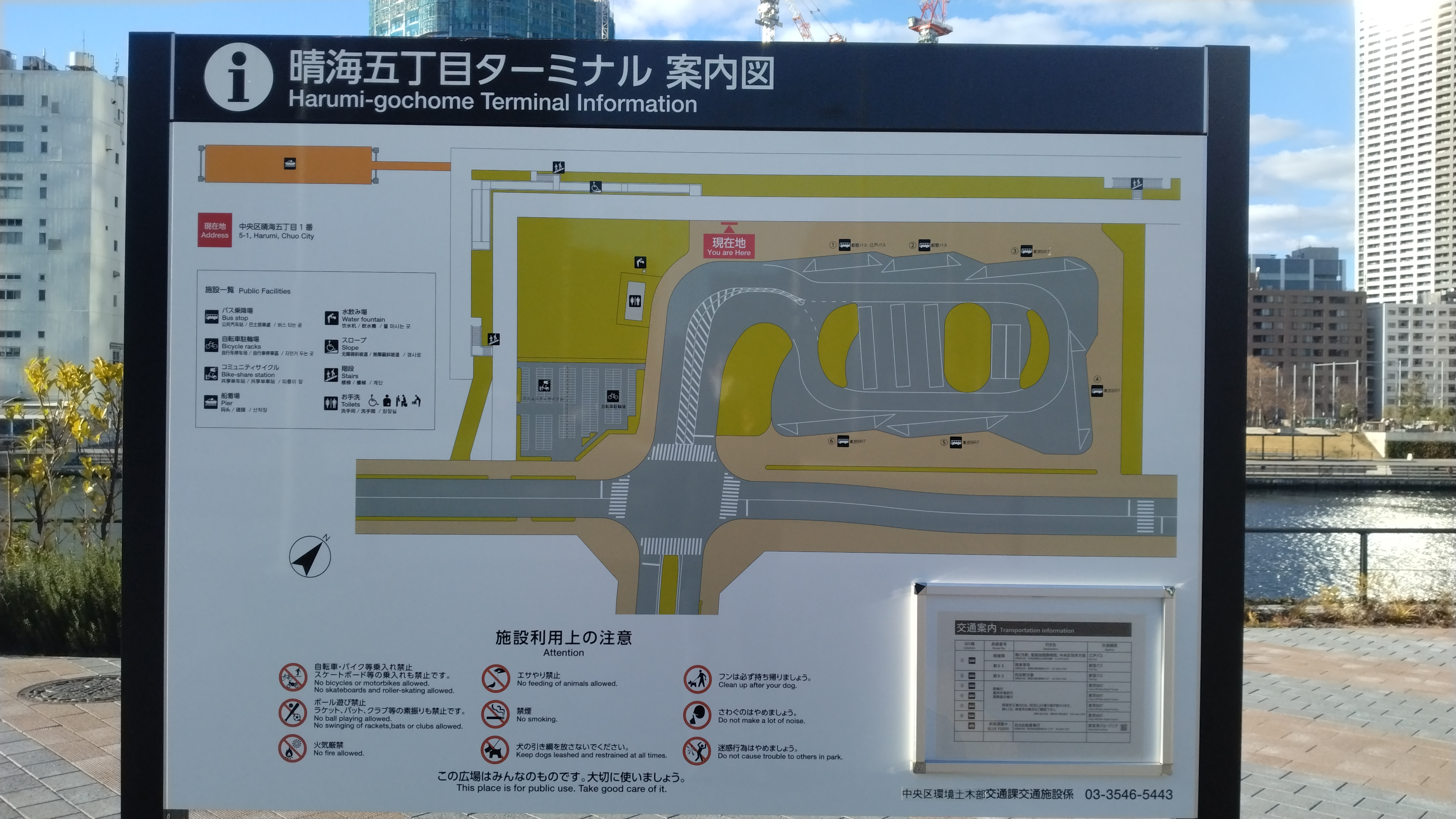
案内図

| のりば | 運行事業者     | 系統・行先                                | 備考            |
| ------ | -------------- | ----------------------------------------- | --------------- |
| 1      | 日立自動車交通 | 江戸バス南循環：中央区役所                |                 |
| 2      | 都営バス       | 都03：四谷駅                              | 到着は1番のりば |
| 3      | 東京BRT        | （未使用）                                |                 |
| 4      | 東京BRT        | （未使用）                                |                 |
| 5      | 東京BRT        | 幹線ルート(BRT 1)：国際展示場・豊洲市場前 |                 |
| 6      | 東京BRT        | 選手村ルート(BRT 7)：新橋                 |                 |

- バスターミナル全景
- 案内図

### バス路線
都営バス
- 都03系統 (四谷駅 - 晴海五丁目ターミナル)
- 都05-1系統 (東京駅丸の内南口 - 晴海埠頭)
- 錦13甲系統 (錦糸町駅前 - 晴海埠頭)

東京BRT
- 選手村ルート (新橋 - HARUMI FLAG)
- 幹線ルート (HARUMI FLAG - 豊洲市場前・国際展示場)

中央区コミュニティバス
- 江戸バス南循環

## 周辺
南西側には東京港に面する晴海ふ頭公園が、北東側には区営の交流施設「はるみらい」がある。
環二通りで豊洲大橋を南東方向に渡った先は、江東区豊洲地区である。

## 訴訟・批判

### 安価での土地売却を巡る訴訟
東京都庁はインフラストラクチャー（インフラ）整備が完了する2025年度（令和7年度）を目処に三井不動産などに約130億円で土地を売却する予定であるが、この土地を不当に安く売却する契約を結んだのは違法だとして、都民32人が小池百合子東京都知事らに適正価格との差額を請求するよう都に求め住民訴訟を起こしたが、2021年（令和3年）12月23日、東京地方裁判所（清水知恵子裁判長）は「売却価格が適正を欠くものとは言えない」として住民側の訴えを退けた。住民側は控訴する方針。

### 入居時期が遅れることを巡る訴訟
入居時期が約1年遅れることについて、購入者28人が同年12月24日、売り主の不動産会社など10社に契約通り2023年3月に引き渡すよう求め東京地裁に提訴したが、2022年（令和4年）12月15日、同地裁（古庄研裁判長）は、原告側が主張する損害の基礎となる事実関係が「まだ存在・確定していない」として、訴えを却下した。原告側は控訴する方針。

### 投資目的での部屋購入を巡る批判
投資目的での部屋購入が制限されていたにもかかわらず、全体の2690戸のうち、2割近い491戸において、賃貸や転売などといった、投資目的として使われていることが2024年5月に日本放送協会（NHK）の取材で明らかとなった。この事について、東京都知事の小池百合子は同月の記者会見において、「いろいろな形で使われると思うので、これからの発展を見ていきたい」と述べているが、明治大学教授の野澤千絵は「投資層がたくさん入ってきている状況では、本当に住宅が必要な人に届かない。事業を監督する東京都が住民票を移して住む人が一定割合になるようコントロールすることが必要だった」と東京都の対応を批判した。

## 中国人経済圏
マンションの玄関では定期的に白タクのアルファードや、ある一室が中華食堂部屋になっていたりと、この一帯は中国人経済圏が出来上がっている可能性があるとされる。また、中国系企業Y社を中心に、いくつかの違法民泊グループがあると見られている